# لييت
لييت (أو "1337") تعرف أيضا باسم eleet أو leetspeak، وهي بديل للحروف الهجائية للغة الإنجليزية، والتي تستخدم بصورة أساسية على الانترنت. وتستعين بتركيبات متنوعة من أحرف ASCII لاستبدال الأحرف اللاتينية. على سبيل المثال فإن تهجئة كلمة leet تتضمن 1337 و l33t، ويمكن تهجئة eleet 31337 أو 3133t

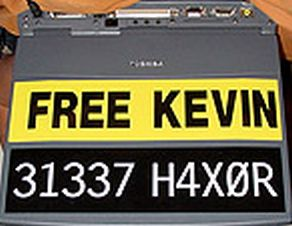
ملصق لييت سبيك (31337 H4X0R) والتي تعني "elite hacker" بالإضافة لملصق تحرير كيفين

اشتقت كلمة leet من الكلمة elite. أحرف leet الهجائية هي شكل مخصص من الكتابات الرمزية. ربما تعتبر كلمة leet أيضا شفرة بديلة، بالرغم من أن العديد من اللهجات واللكنات اللغوية تتواجد في مجتمعات مختلفة عبر الإنترنت. كما يستخدم المصطلح leet أيضا كصفة لوصف الشجاعة أو الإنجازات الرئعة، خاصة في مجالات الألعاب على الإنترنت واستخدامها الأصلي في قرصنة الكمبيوتر.

## التاريخ
نشأت كلمة leet في نظام لوحة النشرات في الثمانينات حيث تسمح حالة "elite" أو "حرف آلة الكتابة" على نظام لوحة النشرات للمستخدم بالوصول إلى مستندات الملفات والألعاب وحجرات التحدث الخاصة. من أحد النظريات على ذلك هي أنها قد تطورت لتتغلب على مرشحات النصوص التي أسستها بي بي إس أو مشغلان نظام التحدث المرحل بالإنترنت للوحات الرسائل لتثبيط نقاش الموضوعات المحظورة ككسر الشفرات والقرصنة. كما أن التهجئة الخاطئة والكلمات المشتقة من فن ASCII كانت أيضا طريقة لمحاولة الإشارة إلى طريقة معروفة بشأن ثقافة مستخدمي الكمبيوتر، وقد دخلت لغة لييت إلى التيار الرئيسي مع دخول القراصنة وكاسري الشفرات وكاتبي المخطوطات. كما تستخدم حاليا في السخرية من المبتدئين أو الوافدين الجدد على المواقع الإليكترونية أو في مجتمعات الألعاب. ويعتقد البعض أن أيقونات الوجوه المعبرة وفن ASCII، كالوجوه المبتسمة، هو لييت، بينما يعتقد البعض الآخر أن لييت تتضمن فقط تشفير الكلمات الرمزية. من الأشكال الأكثر غموضا لليت التي تستخدتكتكبلم مجموعة رموز بدون أي أحرف أو أرقام لا يزال يتم استخدامها لأغراضها الأصلية في الاتصالات التشفيرية. كما تستخدم أحيانا أيضا كلغة مخطوطة. وقد استخدمت بعض النسخ الأخرى للييت لأغراض رقابية لعدة سنوات، على سبيل المثال الرمزين "@$$يتت"  و"$#!+)  غالبا ما نجدهما يصنعان ورقة كلامية تراقبها العين غير المدربة ولكنها تكون واضحة لأي شخص معتاد على تلك اللغة.

## ضبط التهجئة
من أحد أبرز علامات لغة لييت هو توجهها الفريد نحو ضبط التهجئة، مستخدما مستبدلات من رموز أخرى سواء كانت أحرف أم شيء آخر، لتمثل أحرفا أو أحرفا في الكلمة. للاستخدامات العرضية للييت، تكون الاستراتيجية الأولية هي استخدامات الهوموجليفات، رموز تشبه (بدرجات متفاوتة) الأحرف التي تمثلها بدرجة كبيرة. الرمز المختار مرن- وأي شيء يفعله القارئ ويكون ذو معنى هو شيء صالح. ومع ذلك فهذا التطبيق يستخدم بدرجة كثيفة في لغة لييت النظامية، وغالبا ما ترى في مواقف تكون مواصفات اللغة الخاصة _«اللغة السرية») للنظام مطلوبة إما لاستبعاد nebies أو الدخلاء بشكل عام، بمعنى أي شيء لا يمكن أن يفهمه القارئ العادي. القارئ الصالح ينبغي عليه نفسه أن يحاول أن يفهم، إذا كان يستحق الرسالة الضمنية. من الاستخدامات الأخرى لمستبدلات الخاصة بضبط التهجئة هي إنتاج كلمات السر  معادة الصياغة. وباستخدام هذه الوسيلة، يمكن للمرء أن يخلق كلمة سر آمنة يمكن تذكرها بكل سهولة. تتطلب الحدود التي تفرضها المواقع على طول كلمة السر (عادة لا تكون أكثر من 36) والرموز المسموح بها (عادة الرقمية الحرفية والعلامة التحتية underscore) أشكال أقل توسعا من الييت حين تستخدم في هذا التطبيق.
بعض أشكال اللييت تتضمن B1FF و n00b، مصطلح نمطي لدى المبتدئين، لغة برمجة l33t، و webcomic Megatokyo التي تتضمن رموزا تتحدث لغة اللييت.
| A | B                   | C                 | D                         | E            | F                | G                           | H                                       | I                   | J                  | K               | L                     | M                                                                                        | N                                             | O              | P                                           | Q                     | R                                             | S          | T                 | U                                 | V         | W                                                                    | X                        | Y                       | Z              |
| --- | ------------------- | ----------------- | ------------------------- | ------------ | ---------------- | --------------------------- | --------------------------------------- | ------------------- | ------------------ | --------------- | --------------------- | ---------------------------------------------------------------------------------------- | --------------------------------------------- | -------------- | ------------------------------------------- | --------------------- | --------------------------------------------- | ---------- | ----------------- | --------------------------------- | --------- | -------------------------------------------------------------------- | ------------------------ | ----------------------- | -------------- |
| 4 @ /-\ /\ ^ aye ∂ ci λ Z | 8 \|3 6 13 \|3 ß ]3 | ( < ¢ { © sea see | \|) [) ∂ ]) I> \|> 0 ð cl | 3 £ & € [- ə | \|= ]= } ph (= ʃ | 6 9 & (_+ C- gee jee (γ, cj | \|-\| # ]-[ [-] )-( (-) :-: }{ }-{ aych | ! 1 \| eye 3y3 ai ¡ | _\| _/ ] ¿ </ _) ʝ | X \|< \|X \|{ ɮ | 1 7 \|_ £ \| \|_ lJ ¬ | /\/\ \|\/\| em \|v\| IYI IVI [V] ^^ nn //\\//\\ (V) (\/) /\|\ /\|/\| .\\ /^^\ /V\ \|^^\| | \|\\| /\/ //\\// [\] <\> {\} // ₪ []\[] ]\[ ~ | 0 () oh [] ¤ Ω | \|* \|o \|º \|> \|" ? 9 []D \|7 q þ ¶ ℗ \|D | 0_ 0, (,) <\| cue 9 ¶ | \|2 2 /2 I2 \|^ \|~ lz ® \|2 [z \|` l2 Я .- ʁ | 5 $ z § es | 7 + -\|- 1 '][' † | \|_\| (_) Y3W M µ [_] \_/ \_\ /_/ | \/ √ \\// | \/\/ vv '// \\' \^/ (n) \X/ \\|/ \_\|_/ \\//\\// \_:_/ ]I[ UU Ш ɰ ￦ | % >< Ж }{ ecks × * )( ex | j `/ `( -/ '/ Ψ φ λ Ч ¥ | 2 ≥ ~/_ % ʒ 7_ |
| رجاء ملاحظة أن هذا الجدول لا يستخدم كدليل ولا يعتبر أداة ترجمة كاملة. اللييت لغة دائمة التغير ولا يمكن إدراج كافة الإستبدالات. |                     |                   |                           |              |                  |                             |                                         |                     |                    |                 |                       |                                                                                          |                                               |                |                                             |                       |                                               |            |                   |                                   |           |                                                                      |                          |                         |                |

## علم الصرف
يتسم النص الوارد بلغة اللييت غالبا بأشكال متميزة ومتكررة
لاحقة نهاية الكلمات –xor
يتوازى معنى هذه اللاحقة مع معنى لاحقات الكلمات –er و–r (كما في كلمتي hacker وlesser)، في أنها تشتق أسماء الأفعال من مصدر الفعل., ويتم التعبير عنها بشكلين مختلفين: -xor و–zor، /ʔsɔr/ and /ʔzɔr على التوالي. على سبيل المثال يمكن رؤية الأولى في كلمة hax (x) or أو (H4x0r بلغة لييت) /ˈhæksɔr/ والثانية موجودة في كلمة pwnzor /ˈoʊnzɔr/. علاوة على أن هذا الشكل من التسمية ربما يمكن أن يصرف فعليا مع كافة لاحقات الكلمات للأفعال الإنجليزية المعتادة. فغالبا ما يتم استبدال حرف "O" بالرقم 0 0
اللاحقة –age:
يمكن اشتقاق الاسم من اصل الفعل بربط اللاحقة –age بأصل أي فعل. من المشتقات الشهيرة pwnage, skillage, speakage. ومع ذلك تقدم لغة لييت استثناءات، مثل كلمة leetage وهي كلمة مقبولة تشير إلى اللييت النشط. غالبا ما تستخدم هذه الأسماء بصيغة "to be" بدلا من "to have "، مثال "that was pwnage" بدلا من "he has pwnage". وكلاهما طريقة رائعة للتعبير عن فعل "he pwns" البسيطة، ولكن الطريقة السابقة توحي بأن الشخص يجسد السمة بدلا من كونه يمتلكها.
اللاحقة –ness:
يتم اشتقاق الاسم من أصل الصفة بوضع اللاحقة –ness في أي صفة. وهذه تماما هي نفس الصيغة افنجليزية، فيما عدا أنها تستخدم بصورة أكثر في اللييت. أسماء مثل lulzness و leetness هي مشتقات تستخدم هذه اللاحقة.
الكلمات المنتهية ب –ed:
عند تكوين التصريف الثالث للفعل المنتهي ب –ed، يمكن لمستخدم لغة اللييت استبدال الحرف e بالفاصلة العليا، كما كان شائعا في الشعر في القرون السابقة (مثال "pwned" تصبح "pwn'd"). الكلمة المنتهية يمكن أن يحل محلها أيضا حرف -t (مثال pwned وتصبح pwnt).
استخدام لاحقة -&
يمكن في بعض الأوقات تهجي الكلمات التي تنتهي ب –and و–anned و–ant أو ما شابه بعلامة آند (&) للتعبير عن صوت النهاية (مثال "I'm sorry, you've been b&", "&hill/&farm، "this is the s&box"). وهذه تستخدم يصورة أكثر شيوعا مع كلمة banned. والصيغة البديلة من "B&" هو "B7" حيث أن علامة & تكتب بمفتاح الرقم "7" في نظام لوحة المفاتيح الأمريكية القياسية. وغالبا ما ترى في العبارة "IBB7" والتي تشير إلى أن الناشر يعتقد ويؤمن بأن ناشر سابق سيتم منعه قريبا من هذا الموقع أو القناة أو اللوحة التي يقوم الاثنان بالنشر فيها.
استخدام اللاحقة "-zorz":
تلك الأفعال التي تنشأ من الإنترنت (مثل pwn) يمكن تصريفها بوضح النهاية "zorz" بالكلمة. كما يمكن استخدام اللاحقة –zorz أيضا لتقوية معنى الكلمة (pwn تعني أن تهزم أو تسخر من، أما pwnzorz فتعني أن تهزم فليا أو تسخر بشدة)

## القواعد النحوية
يمكن أن تنطق كلمة leet كمقطع واحد، /ˈli:t/, يتشابه في النغمة مع كلمة eat إذا ما اقتطعنا الحرف الأولي منها. كما يمكن أن تنطق أيضا كمقطعين /ɛˈli:t/.. ومثل كافة المصطلحات العامية الأخرى للقرصنة، تتمتع لغة leet بقواع نحوية مفككة أكثر من اللغة الإنجليزية  القياسية. هذه القواعد المفككة، بالضبط كحروف التهجئة المفككة، تتضمن مستوى معين من التشديد أو السخرية أو أي شكل آخر. ربما يعتمد القارئ على التحليل البديهي للغة ليت لتقرير معنى جملة ما وليس بنية الجملة الفعلية. بشكل خاص نجد أن متحدثي لغة الليت يحبون كثيرا تحويل الأسماء إلى أفعال والأفعال إلى أسماء كنوع من التأكيد، مثال " Austin rocks" تكون بالنسبة لهم أضعف من "Austin roxxorz" (لاحظ التهجئة) «وأضعف من»Au5t1N is t3h r0xx0rz«لاحظ القواعد النحوية والتي تعد أيضا أضعف من تركيبة مثل»0MFG D00D /\Ü571N 15 T3H l_l83Я 1337 Я0XX0ЯZ«أي (OMG, dude, Austin is the über-elite rocks-er!). جوهريا كل ذلك يعطي نفس معنى»Austin rocks«وليس بالضرورة الخيارات الأخرى». كافة الكلمات الإضافية الأخرى والتهجئة الخاطئة تضيف متعة ومرحا للمتحدث. ولغة اللييت، مثل لغات القرصنة العامية الأخرى، توظف التشابه في بنية الكلمات الجديدة. على سبيل المثال، إذا كانت كلمة haxored هي الماضي من فعل " to hack" (hack → haxor → haxored) إذا يمكننا أن نفهم كلمة winzored على أنها تصريف الفعل الماضي ل "to win" حتى إذا لم يكن القارئ قد شاهد هذا الفعل من قبل.
ولغة الليت تمتلك كلماتها العامية الخاصة بها والذي ينشأ معظمها كنكات واردة من أخطاء الطباعة الشائعة وعادات مستخدمي الكمبيوتر أو معرفتهم بثقافة الإنترنت والتاريخ. ولا تعتمد اللييت فقط على لغة واحدة أو مجموعة رموز. كافة اللغات اليونانية والروسية والصينية وبعض اللغات الأخرى تتضمن أشكالا من لغة اللييت وربما تستخدم صيغ الليت في أحد اللغات رموزا من لغة أخرى تكون موجودة فيها. وبالتالي، بينما يمكن الإشارة إليها ك«شفرة»، «لهجة» أو «لغة»، فلا تتناسب لغة لييت تماما مع أي من هذه المجموعات. كلمة لييت نفسها تكتب أحيانا بالشكل 31337 أو 1337 وبأشكال جديدة أخرى. بعد أن أصبح معنى هذه الأشكال متداولا بصورة كبيرة، أصبحت صيغة مثل 10100111001 تستخدم في موقعها الصحيح لأنها الصيغة المزدوجة من 1337 مما يجعلها أشبهه كثيرا بأحجية تحتاج إلى تفسير. أحد مظاهر لغة اللييت وأكثرها شيوعا هي تغير استخدام قواعدها النحوية بحيث تكون غير صحيحة عمدا. إن الشعبية الواسعة للتهجئة غير الصحيحة عمدا شبيهة بالطائفة التي تتبع جملة "all your base are belong to us". في الواقع أصبحت مجتمعات الكمبيوتر والإنترنت عالمية منذ بدايتها لذلك فالتهجئة والجمل المعتادة بالنسبة للمتحدثين الغير أصليين شائعة تماما.

## المفردات
العديد من الكلمات التي تشتق أساس من لغة اللييت العامية أصبحت الآن جزءا من عامية الإنترنت المعاصرة مثل "pwned". إن القوة الأصلية الدافعة للكلمات الجديدة في لغة اللييت كانت عبارة عن تهجئة خاطئة شائعة وأخطاء طباعة شائعة مثل "the" والأخطاء الهجائية المتعمدة خاصة "z" في نهاية الكلمات "skillz"."pwned". نموذج بارز آخر لتعبير اللييت الباقي هو w00t وهي تعبير عن الفرحة. وتستخدم كلمة w00t أحيانا كمفردف خلفي backronym لجملة "we owned the other team".
ويمكن أن تنشأ كلمات جديدة (أو كلمات مشوهة منها) من الحاجة لجعل اسم المستخدم فريدا من نوعه. ونظرا لأن خدمات الإنترنت تصل للكثير من البشر، فإن عدد الأسماء المتاحة لمستخدم بعينه تقل بشكل كبير. وبينما يتمنى العديد من المستخدمين أن يكون اسم المستخدم الخاص بهم "Catlover" على سبيل المثال، ففي العديد من الحالات يمكن فقط للمستخدم الواحد أن يكون لديه moniker. وبالتالي فإن الانحدار من هذا لاسم يمكن أن يتطور بصورة معينة كأن يصبح "c@l0ver". ونظرا لأن شفرة اللييت ديناميكية للغاية، فهناك احتمالية كبيرة بأن يتشارك العديد من المستخدمين في نفس الاسم عبر تركيبة من التهجئات ونقل الكلمة باللغة الأصلية؟إلى الإنجليزية.
علاوة على ذلك فإن كلمة لييت نفسها يمكننا أن نراها في أسماء الشاشات screennames ومرادفات الألعاب gamertags لعدد ألعاب فيديو وإنترنت. استخدام المصطلح بهذه الطريقة يشير إلى مستوى عالي من المهارة برغم أن مثل هذا الإعلان يمكن أن يرى على أنه عجرفة بلا أساس.

### مصطلحات وأخطاء هجائية شائعة
Warez (/ˈwɛərz/) هي الصيغة القصيرة من كلمة "software" وعادة تشير إلى للبرامج المقرصنة. Phreaking تشير إلى القرصنة على أنظمة الهواتف وأي أجهزة أخرى غير مرتبطة بالإنترنت. The نشأت كخطأ طباعي لكلمة "the" ويتم تهجئتها أحيانا t3h. أما j00 فتتخذ محل "you" وتنشأ من الصوت الأفريقي الذي يحل محل الصوت /j/الحنكي حين تتبع كلمة you كلمة تنتهي بحرف ساكن انفجاري سنخي مثل /d/ و/z/. أيضا من الألمانية، über والتي تمثل جودة السمو والتفوق، وعادة ما تظهر كمقطع سابق يلحق بالصفات وغالبا ما يكتب بدون نقطتين فوق حرف الu.

### Haxor و suxxor (suxorz)
كلمة haxor ومشتقاتها هي كلمة لغة اللييت المقابلة ل "hacker"، وهي واحدة من أكثر الأمثلة شيوعا على استخدام اللاحقة –xor. أما suxxor "وتنطق "ساكزور") هي مصطلح ناشئ من ثقافة الواريز warez وتستخدم عادة في البيئات متعددة المستخدمين مثل ألعاب الفيديو متعددة اللاعبين والرسائل الفورية، وهي مثل haxor واحدة من الكلمات التي نشأت أولا في لغة اللييت مستخدمة اللاحقة –xor. وكلمة suxxor هي النسخة المعدلة من "sucks" ومعناها هو نفس معنى الكلمة الإنجليزية. تعريفها السلبي غالبا ما يجعلها الكلمة المقابلة لroxxor ويمكن استخدام كلتا الكلمتينن كفعل واسم. وغالبا ما يتم استبدال الأحرف ck بالحرف الإغريقي x "تشاي" في كلمات أخرى أيضا.

### Kekeke
يعبر الكوريون عن صوت ضحكة السخرية بكلمة "keke" ومن الأشكال الأخرى للضحك "heehee" و"hoho" و"jaja" و"haha".... الخ. في اللغة الكورية المكتوبة هانجول تكتب كلمة kekeke بشكل크크크 وفي حوارات الإنترنت أو الثرثرة فإن الحرفㅋ يتكرر عدة مرات. ونظرا لأن الصيغ الأولى من لعبة warcraft لم تدعم الاستخدام باللغة الكورية الهانجول، كان اللاعبون الكوريون يستخدمون تهجئة رومانية- ومن هنا نشأت kekeke. وهي غالبا ما تستخدم كتعبير عن الابتهاج وكشكل من أشكال السخرية. وهي ترتبط بصورة شائعة بتكتيكات لعبة starcraft لزيرج راش، والذي اشتقت تسميتها من الوحدة التي صنعت منها هذه التكتيكات. وعبارة "zerg rush kekeke" تستخدم أحيانا خارج عالم الألعاب لتشير على أي شكل من حالات الابتهاج والفرحة. وتستخدم kekeke أيضا كضحكة شريرة ويستخدمها اللاعبون الذين يستخدمون تكتيكات مخادعة أو علامات شريرة للعب. وترتبط kekeke بضحكات الشخصيات المخادعة في كرتون المانجا manga والرسوم المتحركة وألعاب الفيديو، وقد شقت طريقها عبر عدة ترجمات.
تظهر هذه العبارة في world of warcraft ل MMORPG. ويوجد فرقتين رئيسيتين في اللعبة التي «تتحدث» لغة مختلفة. كافة نصوص الحوار التي يدخلها أحد أفراد فرقة ما ستبدو مختلطة بالنسبة للفرد الآخر والعكس صحيح. نتيجة لذلك، سيرى أعضاء فرقة التحالف "kek" حين يكتب عضو في الفريق الآخر للحشد رمز "lol" بينما على النقيض يرى عضو فريق الحشد كلمة "bur" حين يكتب عضو في فيق التحالف كلمة "lol". تعمل الشيفرة بشكل مختلف قليلا عل الكلمات الأطوا، و"hahaha" تصبح "kekeke". وقد أصبحت مثل هذه المصطلحات مفهومة بصورة كبيرة بين لاعبي world of warcraft. كما أنه أيضا مثال جيد على ما يعرف بيضة عيد الفصح في لعبة وورلد أوف ووركرافت. وقد استعان مؤلفو اللعبة في بليزار بمئات العبارات الشهيرة والأسماء في جعل اللعبة أكثر شعبية وقد كان مصطلح kek (الذي يكتب LOL) عالميا. في الأيام الأولى للعبة وورلد أوف ووركرافت كان يتم الاستعانة بلغة اللييت لتحيط بحاجز اللغة بين فرق الحشود وفرق الحلفاء حتى بدأت بليزار تشفير كافة رموز الحوارات.

### n00b
المقال الرئيسي: المبتدئ
في إطار لغة لييت، تستخدم المصطلح n00b ومشتقاته بصورة كبيرة. وتعني الكلمة المبتدئ وتشتق منه أيضا (كما في معنى جديد وليس ذو خبرة أو غير مطلع)، كما تستخدم أيضا كوسيلة للفصل بين أعضاء المجموعة كأقل من "elite" أو حتى "normal". في كافة استخدامات الكلمة تقريبا، وهي تعتبر إهانة.

### Owned و pwned
المقال الرئيسي: owned and pwn
تشير كلمتي owned و pwn3d إلى سيطرة اللاعب في لعبة فيديو أو نقاش (وليس فقط مجرد فوز)، أو القرصنة الناجحة على موقع إليكتروني أو على جهاز كمبيوتر كامل.
كما هو شائع في المواصفات الشائعة للغة اللييت، تم ملائمة المصطلحات وتصنيفها إلى اسم وصفة، ownage و pwnage والذي يمكن أن تشير إلى موقف pwning أو تفوق موضوعه (مثال "he is a very good player. He is pwnage").

### pr0n
كلمة pr0n هي المصطلح العامي لكلمة إباحية pornography. وهي تهجئية غير دقيقة متعمدة لكلمة porn حيث يستخدم رمز الصفر لاستبدال حرف o غالبا. وهي تستخدم في بعض الأحيان في التواصل المشروع (مثل في مجموعات الحوار بالبريد الإليكتروني و،usenet وغرف الدردشة وصفحات مواقع الإنترنت) لتطوق اللغة ومرشحات المحتوى التي ربما ترفض الرسائل وتشير إليها على أنها مهينة أو غير ضرورية. تساعد هذه الكلمة أيضا في منع محركات البحث من ربط المواقع التجارية بالمواقع الإباحية والتي ربما تنشأ عنها حركات مرورية غير مرحب بها. كما يمكن تهجئة كلمة pr0on أيضا من الخلف للأمام (n0rp) لتزيد من غموض المعنى لدى القراء غير المطلعين. كما يمكن أن تشير أيضا إلى فن ASCII الذي يوضح الصور الإباحية أو إلى صور خاصة بأشياء داخلية للمستهلك والبرامج الصناعية. وقد بدأت كلمة prawn، وهي خدعة على التهجئة الخاطئة، في الظهور في الساحة أيضا، وأيضا في لعبة grand theft auto:vice city، وأفلام إباحية مثل "prawn island". وعلى النقيض، في RPG Kingdom of Loathing, Prawn تشير إلى نوع من القشريات وتكتب pr0n وتؤدي إلى خلق عناصر غذائية مثل "pr0n chow mein".

## هوامش
1. 1 2 3 4 5 6 7  Mitchell.
2. 1 2  An Explanation of l33t Speak.
3. 1 2  Rome.
4. ↑  Sterling, 70.
5. ↑  Blashki & Nichol, 80.
6. ↑  Blashki & Nichol, 79.
7. ↑  LeBlanc, 33.
8. ↑  Blashki & Nichol, 81.
9. ↑  Blashki & Nichol, 83.
10. ↑  Computer Hope Dictionary.
11. ↑  LeBlanc, 34-35.

## وصلات خارجية
- Leet Translator

قالب:Internet Dialects